# Motor Lublin (piłka nożna) w sezonie 1973/1974
Sezon 1973/1974 był dla Motoru Lublin 6. sezonem na drugim szczeblu ligowym. W trzydziestu rozegranych spotkaniach, Motor zdobył 40 punktów i zajął 2. miejsce w tabeli. Trenerem zespołu był Andrzej Gajewski. Jerzy Krawczyk z 17 bramkami zdobył tytuł króla strzelców.

## Przebieg sezonu
Po zakończeniu poprzedniego sezonu nastąpiła reorganizacja rozgrywek, w wyniku której utworzono dwie grupy w II lidze: „północną” i „południową”. Dzięki temu bezpośredni awans z III ligi uzyskały trzy pierwsze zespoły z tabeli, w tym drugi Motor. Piłkarze wznowili treningi 9 lipca. Po powrocie ze zgrupowania z Tomaszowa Lubelskiego, Motor rozegrał sparing z jugosłowiańskim zespołem pierwszoligowym Radničkim Nisz, przegrywając 0:1. Motor wystąpił w składzie: Suszek, Kamiński, Rudak, Skrzypczyński (rez. Gieroba), Bucki, Chachuła, Wiater (rez. Socha), Mrozik, Przybyło, Krawczyk, Pulikowski (rez. Marciniuk). Ponadto Motor rozegrał mecze kontrolne z ŁKS-em Łódź (2:4) i ze Stalą Rzeszów (0:0).
W sobotę, 1 września 1973, na stadionie przy al. Zygmuntowskich, rozegrane zostały po raz pierwszy na szczeblu drugoligowym derby Lublina pomiędzy Motorem a Lublinianką. Zwyciężyli gospodarze 2:0 po bramkach Henryka Weidemana i Jerzego Pulikowskiego. Podczas przerwy w rozgrywkach, 8 września Motor rozegrał mecz sparingowy z Avią w Świdniku. Spotkanie zakończyło się wynikiem remisowym 1:1, a bramkę dla lubelskiego zespołu zdobył Jan Lisiewicz. 4 października na Wieniawie odbył się mecz towarzyski Motor – Lublinianka, w którym zwyciężyli „Wojskowi” 1:0. Rundę jesienną Motor zakończył na drugim miejscu ze stratą dwóch punktów do Lechii Gdańsk.
W grudniu piłkarze Motoru przebywali na zgrupowaniu relaksowo-odpoczynkowym w Muszynie. 10 lutego zawodnicy i sztab szkoleniowy wyjechali na 14-dniowe zgrupowanie do Duszanbe, gdzie rozegrali kilka meczów sparingowych, między innymi z Nieftianikiem Fergana (1:0). Ponadto Motor wygrał spotkanie sparingowe z I-ligowym Lechem w Poznaniu 1:0 po bramce Jana Lisiewicza. W przerwie zimowej do zespołu przybyli Jerzy Mrowiec (poprz. Metal Kluczbork) i Edward Biernacki (poprz. Gwardia Warszawa).
Po zwycięstwie w pierwszym meczu rundy wiosennej nad Włókniarzem Białystok i po porażce Lechii z Gwardią w Koszalinie, Motor objął pozycję lidera, którą stracił po spotkaniu 21. kolejki, remisując w Nowej Hucie z Hutnikiem 0:0. Motor spadł na 3. miejsce, a pozycję lidera przejęła Arka Gdynia z jednopunktową przewagą nad drugim Widzewem Łódź, który miał lepszy stosunek bramek od lubelskiego zespołu. Na czoło tabeli Motor powrócił po wygranej w zaległym meczu z Arkonią Szczecin, po rozegraniu pełnych 24 kolejek. Po 25. kolejce, w której Motor zremisował na wyjeździe z Gwardią Koszalin, a Arka wygrała z Wartą w Poznaniu, czołówka tabeli prezentowała się następująco:
| Poz | Klub         | M  | Pkt | Bz | Bs |
| --- | ------------ | -- | --- | -- | -- |
| 1.  | Arka Gdynia  | 25 | 36  | 25 | 13 |
| 2.  | Motor Lublin | 25 | 35  | 34 | 9  |
| 3.  | Widzew Łódź  | 25 | 31  | 30 | 18 |

W 27. kolejce Motor zremisował u siebie z Zawiszą Bydgoszcz i po zwycięstwie Arki ze Stoczniowcem w Gdańsku, przewaga gdyńskiego zespołu zwiększyła się do dwóch punktów. Do meczu pomiędzy Arką a Motorem doszło w niedzielę, 2 czerwca w Gdyni. Gospodarze objęli prowadzenie w 23. minucie po bramce Andrzeja Szybalskiego, jednak 13 minut później wyrównał Jan Przybyło. Zwycięską bramkę dla Motoru zdobył w 61. minucie Jerzy Krawczyk z rzutu karnego, odgwizdanym po faulu na Henryku Wiedemanie. Motor przesunął się w tabeli na 1. miejsce, mając taką samą liczbę punktów, jednak lepszy stosunek bramek od Arki. W przedostatniej kolejce Motor wygrał z Widzewem Łódź, a Arka pokonała Zawiszę Bydgoszcz 2:1. Czołówka tabeli przed ostatnią kolejką:
| Poz | Klub         | M  | Pkt | Bz | Bs |
| --- | ------------ | -- | --- | -- | -- |
| 1.  | Motor Lublin | 29 | 42  | 40 | 10 |
| 2.  | Arka Gdynia  | 29 | 42  | 32 | 16 |

W przypadku równej liczby punktów, o awansie do ekstraklasy decydować miał dodatkowy mecz na stadionie Marymontu w Warszawie. W ostatniej kolejce Arka wygrała na wyjeździe z Widzewem 1:0, natomiast Motor przegrał w Olsztynie z walczącym o utrzymanie Stomilem 0:1. Jerzy Krawczyk, zdobywając 17 bramek, został królem strzelców w rozgrywkach II-ligowych. 

## Mecze ligowe w sezonie 1973/1974
| Data                 | Przeciwnik          | D/W | Miejsce                         | Wynik M/P | Strzelcy                                                                              | Widzów  | Źródło        |
| -------------------- | ------------------- | --- | ------------------------------- | --------- | ------------------------------------------------------------------------------------- | ------- | ------------- |
|                      |                     |     |                                 |           |                                                                                       |         |               |
| RUNDA JESIENNA       |                     |     |                                 |           |                                                                                       |         |               |
|                      |                     |     |                                 |           |                                                                                       |         |               |
| 12 sierpnia 1973     | Włókniarz Białystok | W   | Białystok                       | 2:2       | Weideman 27', Krawczyk 68'                                                            | 5 tys.  | [ 28 ] [ 29 ] |
| 18 sierpnia 1973     | Avia Świdnik        | D   | Stadion przy al. Zygmuntowskich | 1:1       | Krawczyk 25' (k)                                                                      | 10 tys. | [ 30 ] [ 31 ] |
| 22 sierpnia 1973     | Lechia Gdańsk       | W   | Stadion Lechii                  | 1:1       | Pulikowski 70'                                                                        | 18 tys. | [ 32 ] [ 33 ] |
| 1 września 1973      | Lublinianka         | D   | Stadion przy al. Zygmuntowskich | 2:0       | Weideman 8', Pulikowski 10'                                                           | 12 tys. | [ 8 ] [ 34 ]  |
| 16 września 1973     | Bałtyk Gdynia       | W   | Gdynia                          | 1:0       | Weideman 78'                                                                          | 10 tys. | [ 35 ] [ 36 ] |
| 22 września 1973     | Hutnik Nowa Huta    | D   | Stadion przy al. Zygmuntowskich | 1:0       | Chachuła 31'                                                                          | 10 tys. | [ 37 ] [ 38 ] |
| 30 września 1973     | Arkonia Szczecin    | W   | Szczecin                        | 0:0       |                                                                                       | 2 tys.  | [ 39 ] [ 40 ] |
| 6 października 1973  | RKS Ursus           | D   | Stadion przy al. Zygmuntowskich | 3:1       | Krawczyk 11', 71', Pulikowski 61'                                                     | 8 tys.  | [ 41 ] [ 42 ] |
| 14 października 1973 | Warta Poznań        | W   | Stadion Warty                   | 0:1       |                                                                                       | 5 tys.  | [ 43 ] [ 44 ] |
| 21 października 1973 | Gwardia Koszalin    | D   | Stadion przy al. Zygmuntowskich | 1:0       | Krawczyk 82'                                                                          | 9 tys.  | [ 45 ] [ 46 ] |
| 28 października 1973 | Stoczniowiec Gdańsk | W   | Gdańsk                          | 1:0       | Krawczyk 57'                                                                          | 2 tys.  | [ 47 ] [ 48 ] |
| 4 listopada 1973     | Zawisza Bydgoszcz   | W   | Stadion Zawiszy                 | 0:0       |                                                                                       | 3 tys.  | [ 49 ] [ 50 ] |
| 11 listopada 1973    | Arka Gdynia         | D   | Stadion przy al. Zygmuntowskich | 0:1       |                                                                                       | 5 tys.  | [ 51 ] [ 52 ] |
| 18 listopada 1973    | Widzew Łódź         | W   | Stadion Widzewa                 | 1:1       | Krawczyk 72' (k)                                                                      | 5 tys.  | [ 53 ] [ 54 ] |
| 25 listopada 1973    | Stomil Olsztyn      | D   | Stadion przy al. Zygmuntowskich | 1:0       | Krawczyk 85'                                                                          | 1 tys.  | [ 11 ] [ 55 ] |
|                      |                     |     |                                 |           |                                                                                       |         |               |
| RUNDA WIOSENNA       |                     |     |                                 |           |                                                                                       |         |               |
|                      |                     |     |                                 |           |                                                                                       |         |               |
| 17 marca 1974        | Włókniarz Białystok | D   | Stadion przy al. Zygmuntowskich | 5:0       | Weideman 20', Krawczyk 26' (k), Mrowiec 29' (k), · Dziełakowski 38' (k), Chachuła 64' | 10 tys. | [ 17 ] [ 56 ] |
| 23 marca 1974        | Avia Świdnik        | W   | Świdnik                         | 2:0       | Krawczyk 19', 68'                                                                     | 7 tys.  | [ 57 ] [ 58 ] |
| 31 marca 1974        | Lechia Gdańsk       | D   | Stadion przy al. Zygmuntowskich | 0:0       |                                                                                       | 20 tys. | [ 59 ] [ 60 ] |
| 7 kwietnia 1974      | Lublinianka         | W   | Stadion Lublinianki             | 1:0       | Krawczyk 23'                                                                          | 15 tys. | [ 61 ] [ 62 ] |
| 13 kwietnia 1974     | Bałtyk Gdynia       | D   | Stadion przy al. Zygmuntowskich | 0:1       |                                                                                       | 8 tys.  | [ 63 ] [ 64 ] |
| 20 kwietnia 1974     | Hutnik Nowa Huta    | W   | Stadion Hutnika                 | 0:0       |                                                                                       | 3 tys.  | [ 18 ] [ 65 ] |
| 1 maja 1974          | RKS Ursus           | W   | Stadion Ursusa                  | 1:0       | Weideman 88'                                                                          | 6 tys.  | [ 66 ] [ 67 ] |
| 4 maja 1974          | Warta Poznań        | D   | Stadion przy al. Zygmuntowskich | 6:0       | Mrowiec 11', 25', 34', Krawczyk 37', 85', Pulikowski 30'                              | 10 tys. | [ 68 ] [ 69 ] |
| 8 maja 1974          | Arkonia Szczecin    | D   | Stadion przy al. Zygmuntowskich | 4:0       | Weideman 65', 83', Krawczyk 80', 90'                                                  | 6 tys.  | [ 20 ] [ 70 ] |
| 11 maja 1974         | Gwardia Koszalin    | W   | Koszalin                        | 0:0       |                                                                                       | 12 tys. | [ 71 ] [ 72 ] |
| 18 maja 1974         | Stoczniowiec Gdańsk | D   | Stadion przy al. Zygmuntowskich | 1:0       | Weideman 57'                                                                          | 9 tys.  | [ 73 ]        |
| 25 maja 1974         | Zawisza Bydgoszcz   | D   | Stadion przy al. Zygmuntowskich | 0:0       |                                                                                       | 8 tys.  | [ 74 ] [ 75 ] |
| 2 czerwca 1974       | Arka Gdynia         | W   | Stadion Arki                    | 2:1       | Przybyło 36', Krawczyk 61' (k)                                                        | 15 tys. | [ 23 ] [ 76 ] |
| 5 czerwca 1974       | Widzew Łódź         | D   | Stadion przy al. Zygmuntowskich | 3:0       | Mrowiec 33', Mrozik 54', Pulikowski 58'                                               | 15 tys. | [ 24 ] [ 77 ] |
| 9 czerwca 1974       | Stomil Olsztyn      | W   | Stadion Warmii                  | 0:1       |                                                                                       | 9 tys.  | [ 26 ] [ 78 ] |

### Tabela II ligi
| Poz | Klub                | M  | Pkt | Bz | Bs |
| --- | ------------------- | -- | --- | -- | -- |
| 1.  | Arka Gdynia         | 30 | 44  | 33 | 16 |
| 2.  | Motor Lublin        | 30 | 42  | 40 | 11 |
| 3.  | Widzew Łódź         | 30 | 36  | 37 | 25 |
| 4.  | Lechia Gdańsk       | 30 | 31  | 23 | 20 |
| 5.  | RKS Ursus           | 30 | 30  | 27 | 28 |
| 6.  | Bałtyk Gdynia       | 30 | 29  | 26 | 27 |
| 7.  | Stoczniowiec Gdańsk | 30 | 28  | 24 | 24 |
| 8.  | Gwardia Koszalin    | 30 | 28  | 24 | 26 |
| 9.  | Avia Świdnik        | 30 | 27  | 24 | 25 |
| 10. | Zawisza Bydgoszcz   | 30 | 27  | 24 | 27 |
| 11. | Arkonia Szczecin    | 30 | 27  | 26 | 35 |
| 12. | Stomil Olsztyn      | 30 | 27  | 20 | 29 |
| 13. | Warta Poznań        | 30 | 27  | 16 | 32 |
| 14. | Hutnik Nowa Huta    | 30 | 26  | 35 | 41 |
| 15. | Włókniarz Białystok | 30 | 26  | 24 | 32 |
| 16. | Lublinianka         | 30 | 25  | 23 | 28 |

## Kadra
| Zawodnik               | Data ur.   | Występy        | Bramki         | Występy        | Bramki         | Występy   | Bramki    |
| Zawodnik               | Data ur.   | RUNDA JESIENNA | RUNDA JESIENNA | RUNDA WIOSENNA | RUNDA WIOSENNA | SEZON     | SEZON     |
| Bramkarze              | Bramkarze  | Bramkarze      | Bramkarze      | Bramkarze      | Bramkarze      | Bramkarze | Bramkarze |
| ---------------------- | ---------- | -------------- | -------------- | -------------- | -------------- | --------- | --------- |
| Leszek Dziełakowski    | 29.02.1948 | 8 (1)          |                | 15             | 1              | 23 (1)    | 1         |
| Adam Suszek            | ??.??.1944 | 7              |                |                |                | 7         |           |
| Obrońcy                |            |                |                |                |                |           |           |
| Władysław Bucki        | 25.01.1942 | 14             |                | 15             |                | 29        |           |
| Jerzy Gieroba          | ??.??.1955 | 0 (1)          |                |                |                | 0 (1)     |           |
| Jan Lisiewicz          | ??.??.1947 | 14             |                | 15             |                | 29        |           |
| Jacek Rudak            | ??.??.1939 | 15             |                | 15             |                | 30        |           |
| Marek Skrzypczyński    | ??.??.1952 | 15             |                | 1 (4)          |                | 16 (4)    |           |
| Tadeusz Kamiński       | ??.??.1946 | 13             |                | 15             |                | 28        |           |
| Pomocnicy i napastnicy |            |                |                |                |                |           |           |
| Edward Biernacki       | 23.06.1947 | —              | —              | 15             |                | 15        |           |
| Jerzy Chachuła         | ??.??.1951 | 11 (1)         | 1              | 13 (1)         | 1              | 24 (2)    | 2         |
| Andrzej Kowalczyk      | ??.??.1951 | 1 (2)          |                |                |                | 1 (2)     |           |
| Jerzy Krawczyk         | 12.05.1953 | 15             | 8              | 15             | 9              | 30        | 17        |
| Mieczysław Marciniuk   | ??.??.1952 | 0 (5)          |                |                |                | 0 (5)     |           |
| Jerzy Mrowiec          | 25.07.1948 | —              | —              | 11             | 5              | 11        | 5         |
| Jan Mrozik             | ??.??.1953 | 8 (3)          |                | 2 (8)          | 1              | 10 (11)   | 1         |
| Andrzej Peresada       | ??.??.1950 | 2              |                |                |                | 2         |           |
| Jan Przybyło           | 22.05.1947 | 13 (1)         |                | 14 (1)         | 1              | 27 (2)    | 1         |
| Jerzy Pulikowski       | 15.06.1952 | 10 (3)         | 3              | 7 (6)          | 2              | 17 (9)    | 5         |
| Edward Socha           | ??.??.1948 | 4 (4)          |                | 1 (2)          |                | 5 (6)     |           |
| Henryk Weideman        | ??.??.1951 | 15             | 3              | 11 (3)         | 5              | 26 (3)    | 8         |
| Waldemar Wiater        | 5.05.1954  |                |                |                |                |           |           |
| Woźnica                | ??.??.???? | 0 (1)          |                |                |                | 0 (1)     |           |

## Puchar Polski na szczeblu centralnym
| Data             | Runda | Przeciwnik          | D/W | Miejsce                         | Wynik M/P | Strzelcy                                 | Widzów   | Źródło        |
| ---------------- | ----- | ------------------- | --- | ------------------------------- | --------- | ---------------------------------------- | -------- | ------------- |
| 26 sierpnia 1973 | I     | Włókniarz Białystok | W   | Białystok                       | 3:1       | Pulikowski ?', Marciniuk ?'. Weideman ?' | 3,5 tys. | [ 79 ] [ 80 ] |
| 5 września 1973  | 1/16  | Gwardia Warszawa    | D   | Stadion przy al. Zygmuntowskich | 1:3       | Skrzypczyński 90'                        | 6 tys.   | [ 81 ] [ 82 ] |